# Cascade du Gazon Vert
La cascade du Gazon Vert est une chute d'eau du massif des Vosges située sur la commune de Storckensohn dans le Haut-Rhin.

## Géographie
Elle se situe à proximité de la tête des Perches. Un sentier permet de découvrir la cascade et d'y avoir un point de vue.

## Description
La cascade du Gazon Vert dispose d'une hauteur de 75 m, permettant de relier les deux cirques glaciaires.  